# Adam Bronikowski (wioślarz)
Adam Bronikowski (ur. 11 marca 1978 w Warszawie) – wioślarz, olimpijczyk z Sydney 2000 i Ateny 2004.

## Kariera
Medalista mistrzostw świata w czwórce podwójnej (jego partnerami byli Adam Korol, Marek Kolbowicz i Sławomir Kruszkowski)

Reprezentant stołecznych klubów wioślarskich: MOS nr 2 i AZS-AWF Warszawa.
Wnuk Franciszka Bronikowskiego brązowego medalisty z igrzysk w Amsterdamie 1928 w wioślarstwie.

## Osiągnięcia
- 1999
  - 2. miejsce w mistrzostwach Polski w jedynkach
  - 11. miejsce na mistrzostwach świata w czwórce podwójnej
- 2000
  - 8. miejsce na igrzyskach olimpijskich w czwórce podwójnej
  - 1. miejsce w mistrzostwach Polski w jedynkach
- 2001
  - 1. miejsce w mistrzostwach Polski w jedynkach
  - 6. miejsce na mistrzostwach świata w czwórce podwójnej
- 2002
  - 2. miejsce na mistrzostwach świata w czwórce podwójnej
  - 1. miejsce w mistrzostwach Polski w jedynkach
- 2003
  - 3. miejsce na mistrzostwach świata w czwórce podwójnej
  - 1. miejsce w mistrzostwach Polski w jedynkach
  - 1. miejsce w klasyfikacji generalnej pucharu świata w czwórce podwójnej
- 2004
  - 4. miejsce na igrzyskach olimpijskich w czwórce podwójnej
  - 1. miejsce w mistrzostwach Polski w jedynkach
  - 1. miejsce w akademickich mistrzostwach Świata w jedynkach
- 2005
  - 1. miejsce na mistrzostwach Polski w jedynkach[1]